# Entyloma calendulae

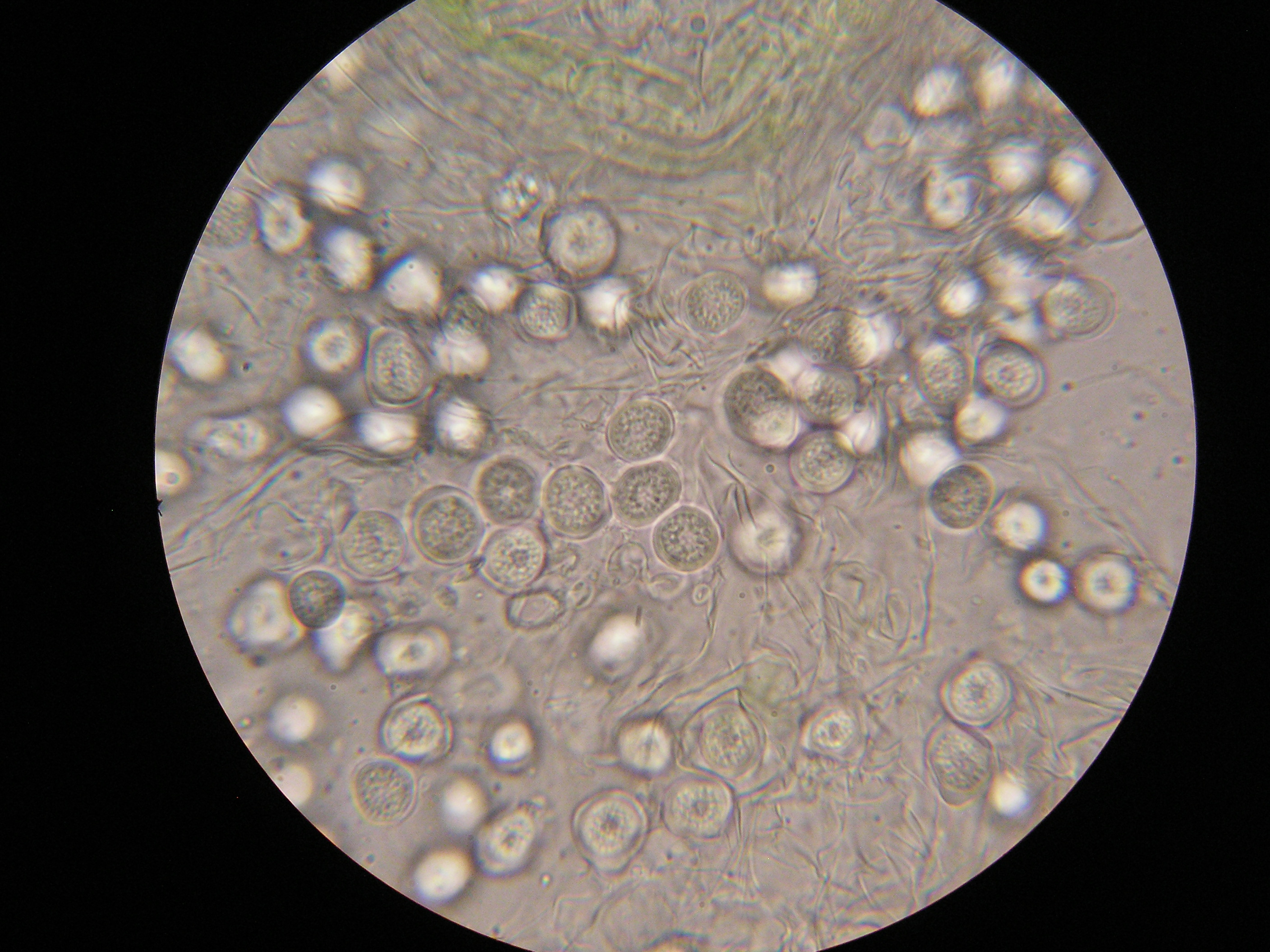
Zarodniki

Entyloma calendulae (Oudem.) de Bary – gatunek podstawczaków należący do rodziny Entylomataceae. Grzyb mikroskopijny, pasożyt niektórych roślin z rodziny astrowatych (Asteraceae).

## Systematyka
Pozycja w klasyfikacji według Index Fungorum: Entyloma, Entylomataceae, Entylomatales, Exobasidiomycetidae, Exobasidiomycetes, Ustilaginomycotina, Basidiomycota, Fungi.
Po raz pierwszy opisał go w 1873 r. Anthonie Cornelis Oudemans nadając mu nazwę Protomyces calendulae. Obecną nazwę nadał mu Anton de Bary w 1874 r.

## Charakterystyka
Entyloma calendulae na porażonych liściach powoduje powstawanie okrągławych plam o średnicy do 5 mm, początkowo ciemnozielonych, potem żółknących, w końcu brunatnych. Bardzo często mają czerwoną obwódkę, pod światło wyglądają jak czerwone. Początkowo są płaskie, w stadium dojrzałym wypukłe. Często plamy zlewają się z sobą. Rośliny ulegają lekkiemu tylko porażeniu, przy dobrych warunkach glebowych zakwitają i osiągają normalne wymiary. W plamach tych, na liściach, a także na liścieniach, tworzą się skupiska kulistych, gładkich zarodników o wymiarach 8–15 µm i barwie od jasnożółtej do żółtobrunatnej. Mają gładkie, dwuwarstwowe, nierówne, najgrubsze na rogach ściany o grubości 1–4 µm. Zarodniki zaraz po dojrzeniu kiełkują wewnątrz liści tworząc zazwyczaj jednokomórkową, rzadziej dwu lub trzy-komórkową przedgrzybnię. Na jej szczycie powstają szerokie sporydia, które łatwo odpadają i dochodzi między nimi do zapłodnienia, po którym wyrasta dwujądrowa grzybnia dokonująca infekcji młodych liści. Wrasta do nich przez aparat szparkowy i rozrasta się w miękiszu gąbczastym dolnej strony liści. Zimuje w szczątkach roślin i glebie oraz na samosiewach.
Znane jest występowanie Entyloma calendulae w Ameryce Północnej (USA, Kanada), Europie, Australii, na Nowej Zelandii i w Ameryce Południowej (Argentyna, Chile, Urugwaj). W Polsce znany był już w 1889 r. Podano wiele jego stanowisk.
Jest wąskim oligofagiem pasożytującym na niektórych gatunkach roślin z rodziny astrowatych. Jego żywicielami są nagietki Calendula (nagietek polny C. arvensis, nagietek lekarski C. officinalis, nagietek drewniejący C.suffruticosa), różne gatunki dimorfoteki Dimorphoteca i kosmosu Cosmos.